# Belleherbe
Belleherbe é uma comuna francesa na região administrativa de Borgonha-Franco-Condado, no departamento de Doubs. Estende-se por uma área de 16,13 km². Em 2010 a comuna tinha 638 habitantes (densidade: 39,6 hab./km²).